# Houcine Benayada
Houcine Benayada (en arabe : حسين بن عيادة), né le 8 août 1992 à Oran, est un footballeur international algérien. Il évolue au poste d'arrière droit au CR Belouizdad.

## Biographie
Formé à l'ASM Oran, Houcine Benayada signe en juin 2015 un contrat le liant à l'USM Alger pour deux saisons. Avec les Rouge et Noir, il atteint la finale de la Ligue des champions de la CAF 2015. L'USMA s'incline face aux Congolais du TP Mazembe, mais Benayada prend part aux finales aller et retour en tant que titulaire. Sur le plan local, le club algérois remporte le championnat 2015-2016 avec dix points d'avance sur son dauphin. Il s'agit là du premier titre de Houcine Benayada qui ne parvient pas, cependant, à s'imposer au sein de l'effectif usmiste,, ne jouant que 14 matchs de championnat durant la saison.
Au mercato d'été 2016, il résilie son contrat avec l'USMA et rebondit dans la foulée en s'engageant en faveur du CS Constantine. En septembre 2020, après quatre saisons pleines à Constantine, Benayada change de championnat et signe pour trois ans au Club africain, en Tunisie. Cependant, ce club est en proie à de grandes difficultés financières et ne parvient pas à qualifier ses nouvelles recrues. Le défenseur résilie donc son contrat en février 2021 et rejoint une autre formation tunisienne, l'Étoile sportive du Sahel.
Le 3 septembre 2022, il s'engage librement pour une durée de trois saisons au Wydad Athletic Club, champion en titre de la précédente Ligue des champions de la CAF. Le 10 septembre 2022, il entre en jeu sous son nouvel entraîneur Houcine Ammouta à l'occasion de la finale de la Supercoupe de la CAF face à la RS Berkane en remplaçant Badie Aouk à la 58ème minute. Le match se solde sur une défaite de 0-2 au Stade Mohammed-V.

## Statistiques

### En club
| Saison                | Club                  | Championnat           | Championnat | Championnat | Championnat | Coupe(s) nationale(s) | Coupe(s) nationale(s) | Coupe(s) nationale(s) | Supercoupe | Supercoupe | Supercoupe | Compétition(s) continentale(s) | Compétition(s) continentale(s) | Compétition(s) continentale(s) | Compétition(s) continentale(s) | Supercoupe CAF | Supercoupe CAF | Supercoupe CAF | Algérie | Algérie | Algérie | Total | Total | Total |
| Saison                | Club                  | Division              | M.          | B.          | P.d.        | M.                    | B.                    | P.d.                  | M.         | B.         | P.d.       | Comp.                          | M.                             | B.                             | P.d.                           | M.             | B.             | P.d.           | M.      | B.      | P.d.    | M.    | B.    | P.d.  |
| 2010-2011             | ASM Oran              | Ligue 2               | 3           | 0           | 0           | -                     | -                     | -                     | -          | -          | -          | -                              | -                              | -                              | -                              | -              | -              | -              | -       | -       | -       | 3     | 0     | 0     |
| 2011-2012             | ASM Oran              | Ligue 2               | 7           | 1           | 0           | -                     | -                     | -                     | -          | -          | -          | -                              | -                              | -                              | -                              | -              | -              | -              | -       | -       | -       | 7     | 1     | 0     |
| 2012-2013             | ASM Oran              | Ligue 2               | 27          | 1           | 0           | 1                     | 0                     | 0                     | -          | -          | -          | -                              | -                              | -                              | -                              | -              | -              | -              | -       | -       | -       | 28    | 1     | 0     |
| 2013-2014             | ASM Oran              | Ligue 2               | 28          | 0           | 0           | 1                     | 0                     | 0                     | -          | -          | -          | -                              | -                              | -                              | -                              | -              | -              | -              | -       | -       | -       | 29    | 0     | 0     |
| 2014-2015             | ASM Oran              | Ligue 1               | 30          | 1           | 1           | 4                     | 0                     | 1                     | -          | -          | -          | -                              | -                              | -                              | -                              | -              | -              | -              | 0       | 0       | 0       | 34    | 1     | 2     |
| Sous-total            | Sous-total            | Sous-total            | 95          | 3           | 1           | 6                     | 0                     | 1                     | -          | -          | -          | -                              | -                              | -                              | -                              | -              | -              | -              | 0       | 0       | 0       | 101   | 3     | 2     |
| 2015-2016             | USM Alger             | Ligue 1               | 14          | 0           | 1           | 1                     | 0                     | 0                     | -          | -          | -          | C1                             | 4                              | 0                              | 0                              | -              | -              | -              | -       | -       | -       | 19    | 0     | 1     |
| 2016-2017             | CS Constantine        | Ligue 1               | 26          | 0           | 1           | 2                     | 0                     | 0                     | -          | -          | -          | -                              | -                              | -                              | -                              | -              | -              | -              | -       | -       | -       | 28    | 0     | 1     |
| 2017-2018             | CS Constantine        | Ligue 1               | 29          | 0           | 0           | 2                     | 0                     | 0                     | -          | -          | -          | -                              | -                              | -                              | -                              | -              | -              | -              | -       | -       | -       | 31    | 0     | 0     |
| 2018-2019             | CS Constantine        | Ligue 1               | 24          | 1           | 3           | 6                     | 1                     | 1                     | 1          | 0          | 0          | C1                             | 11                             | 1                              | 2                              | -              | -              | -              | -       | -       | -       | 42    | 3     | 6     |
| 2019-2020             | CS Constantine        | Ligue 1               | 19          | 1           | 6           | 3                     | 3                     | 0                     | -          | -          | -          | -                              | -                              | -                              | -                              | -              | -              | -              | 0       | 0       | 0       | 22    | 4     | 6     |
| Sous-total            | Sous-total            | Sous-total            | 98          | 2           | 10          | 13                    | 4                     | 1                     | 1          | 0          | 0          | -                              | 11                             | 1                              | 2                              | -              | -              | -              | 0       | 0       | 0       | 123   | 7     | 13    |
| 2020-2021             | ES Sahel              | Ligue 1 Pro           | 11          | 0           | 3           | 2                     | 0                     | 0                     | -          | -          | -          | -                              | -                              | -                              | -                              | -              | -              | -              | 1       | 0       | 0       | 14    | 0     | 3     |
| 2021-2022             | ES Sahel              | Ligue 1 Pro           | 16          | 2           | 4           | -                     | -                     | -                     | -          | -          | -          | C1                             | 8                              | 0                              | 0                              | -              | -              | -              | 15      | 0       | 1       | 39    | 2     | 5     |
| Sous-total            | Sous-total            | Sous-total            | 27          | 2           | 7           | 2                     | 0                     | 0                     | -          | -          | -          | -                              | 8                              | 0                              | 0                              | -              | -              | -              | 16      | 0       | 1       | 53    | 2     | 8     |
| 2022-2023             | Wydad AC              | Botola Pro            | 12          | 0           | 0           | 0                     | 0                     | 0                     | -          | -          | -          | C1                             | 5                              | 0                              | 0                              | 1              | 0              | 0              | 2       | 0       | 0       | 20    | 0     | 0     |
| 2023-2024             | CR Belouizdad         | Ligue 1               | 27          | 0           | 4           | 4                     | 0                     | 2                     | -          | -          | -          | C1                             | 5                              | 0                              | 0                              | -              | -              | -              | -       | -       | -       | 36    | 0     | 6     |
| 2024-2025             | CR Belouizdad         | Ligue 1               | 5           | 0           | 0           | -                     | -                     | -                     | -          | -          | -          | C1                             | 5                              | 0                              | 0                              | -              | -              | -              | -       | -       | -       | 10    | 0     | 0     |
| Sous-total            | Sous-total            | Sous-total            | 32          | 0           | 4           | 4                     | 0                     | 2                     | -          | -          | -          | -                              | 10                             | 0                              | 0                              | -              | -              | -              | -       | -       | -       | 46    | 0     | 6     |
| Total sur la carrière | Total sur la carrière | Total sur la carrière | 278         | 7           | 23          | 27                    | 4                     | 4                     | 1          | 0          | 0          | -                              | 37                             | 1                              | 2                              | 1              | 0              | 0              | 18      | 0       | 1       | 362   | 12    | 30    |

### En sélection nationale
| Saison                | Sélection             | Phases finales              | Phases finales | Phases finales | Phases finales | Éliminatoires CDM | Éliminatoires CDM | Éliminatoires CDM | Éliminatoires CAN | Éliminatoires CAN | Éliminatoires CAN | Matchs amicaux | Matchs amicaux | Matchs amicaux | Total | Total | Total |
| Saison                | Sélection             | Compétition                 | M              | B              | Pd             | M                 | B                 | Pd                | M                 | B                 | Pd                | M              | B              | Pd             | M     | B     | Pd    |
| --------------------- | --------------------- | --------------------------- | -------------- | -------------- | -------------- | ----------------- | ----------------- | ----------------- | ----------------- | ----------------- | ----------------- | -------------- | -------------- | -------------- | ----- | ----- | ----- |
| 2020-2021             | Algérie               | -                           | -              | -              | -              | -                 | -                 | -                 | 1                 | 0                 | 0                 | 0              | 0              | 0              | 1     | 0     | 0     |
| 2021-2022             | Algérie               | Coupe arabe 2021 + CAN 2021 | 6+1            | 0+0            | 1+0            | 5                 | 0                 | 0                 | 2                 | 0                 | 0                 | 1              | 0              | 0              | 15    | 0     | 1     |
| 2022-2023             | Algérie               | -                           | -              | -              | -              | -                 | -                 | -                 | -                 | -                 | -                 | 2              | 0              | 0              | 2     | 0     | 0     |
| Total sur la carrière | Total sur la carrière | Total sur la carrière       | 7              | 0              | 1              | 5                 | 0                 | 0                 | 3                 | 0                 | 0                 | 3              | 0              | 0              | 18    | 0     | 1     |

### Matchs internationaux
La liste ci-dessous dénombre toutes les rencontres de l'Équipe d'Algérie de football auxquelles Houcine Benayada prend part, du 25 mars 2021 jusqu'a présent.

## Palmarès
USM Alger (1)
- Champion d'Algérie :  
  - Champion : 2017-18

 CS Constantine (1)
- Champion d'Algérie : 
  - Champion : 2015-16

 CR Belouizdad (1)
- Coupe d'Algérie : 
  - Vainqueur : 2024

 Wydad AC
- Ligue des champions de la CAF:
  - Finaliste : 2023

### En Sélection
Algérie A' (1)
- Coupe arabe de la FIFA:  
  - Vainqueur : 2021

### Distinctions personnelles
- Joueur du mois en Botola Pro en Octobre 2022